# Saint-Martin-des-Champs (Yvelines)
Saint-Martin-des-Champs és un municipi francès, situat al departament d'Yvelines i a la regió de Illa de França. L'any 2007 tenia 325 habitants.
Forma part del cantó de Bonnières-sur-Seine, del districte de Mantes-la-Jolie i de la Comunitat de comunes del Pays Houdanais.

## Demografia

### Població
El 2007 la població de fet de Saint-Martin-des-Champs era de 325 persones. Hi havia 122 famílies, de les quals 24 eren unipersonals (4 homes vivint sols i 20 dones vivint soles), 41 parelles sense fills, 53 parelles amb fills i 4 famílies monoparentals amb fills.
La població ha evolucionat segons el següent gràfic:
Habitants censats

### Habitatges
El 2007 hi havia 147 habitatges, 122 eren l'habitatge principal de la família, 19 eren segones residències i 6 estaven desocupats. 145 eren cases i 1 era un apartament. Dels 122 habitatges principals, 110 estaven ocupats pels seus propietaris, 6 estaven llogats i ocupats pels llogaters i 6 estaven cedits a títol gratuït; 1 tenia una cambra, 4 en tenien dues, 10 en tenien tres, 22 en tenien quatre i 84 en tenien cinc o més. 55 habitatges disposaven pel capbaix d'una plaça de pàrquing. A 45 habitatges hi havia un automòbil i a 72 n'hi havia dos o més.

### Piràmide de població
La piràmide de població per edats i sexe el 2009 era:
| Homes | Edats   | Dones |
| ----- | ------- | ----- |
| 0     | 95 o +  | 0     |
| 0     | 90 a 94 | 0     |
| 4     | 85 a 89 | 0     |
| 0     | 80 a 84 | 4     |
| 0     | 75 a 79 | 4     |
| 12    | 70 a 74 | 0     |
| 12    | 65 a 69 | 4     |
| 4     | 60 a 64 | 8     |
| 12    | 55 a 59 | 20    |
| 8     | 50 a 54 | 12    |
| 8     | 45 a 49 | 4     |
| 16    | 40 a 44 | 20    |
| 16    | 35 a 39 | 16    |
| 8     | 30 a 34 | 8     |
| 4     | 25 a 29 | 8     |
| 12    | 20 a 24 | 0     |
| 4     | 15 a 19 | 20    |
| 8     | 10 a 14 | 16    |
| 0     | 5 a 9   | 8     |
| 0     | 0 a 4   | 12    |

## Economia
El 2007 la població en edat de treballar era de 212 persones, 152 eren actives i 60 eren inactives. De les 152 persones actives 141 estaven ocupades (71 homes i 70 dones) i 11 estaven aturades (5 homes i 6 dones). De les 60 persones inactives 22 estaven jubilades, 21 estaven estudiant i 17 estaven classificades com a «altres inactius».

### Ingressos
El 2009 a Saint-Martin-des-Champs hi havia 120 unitats fiscals que integraven 330 persones, la mediana anual d'ingressos fiscals per persona era de 26.799 €.

### Activitats econòmiques
Dels 10 establiments que hi havia el 2007, 2 eren d'empreses de construcció, 1 d'una empresa d'informació i comunicació, 2 d'empreses immobiliàries, 4 d'empreses de serveis i 1 d'una empresa classificada com a «altres activitats de serveis».
Dels 3 establiments de servei als particulars que hi havia el 2009, 2 eren paletes i 1 agència immobiliària.
L'any 2000 a Saint-Martin-des-Champs hi havia 4 explotacions agrícoles que ocupaven un total de 320 hectàrees.

## Equipaments sanitaris i escolars
El 2009 hi havia una escola elemental integrada dins d'un grup escolar amb les comunes properes formant una escola dispersa.

## Poblacions més properes
El següent diagrama mostra les poblacions més properes.